# Demi-glace
La salsa demi-glace o salsa bruna è una salsa di derivazione francese che viene ottenuta a partire da un fondo bruno addensato e poi abbinata a piatti a base di carne rossa, come il filetto di manzo, il petto d'anatra o di oca, la sella di cervo o di altra selvaggina.

## Descrizione
La demi-glace, che letteralmente significa semi-glassata, è una salsa di colore bruno, dalla consistenza vischiosa e cremosa, considerata nella cucina classica internazionale una salsa di base che può essere di manzo o di selvaggina, a seconda della carne di partenza. Può essere usata da sola, oppure come preparazione per poi comporre altre salse derivate come la cacciatora, la fondue bourguignonne, la finanziera, la ginevrina e così via.
La ricetta originale della salsa demi-glace è stata messa a punto dal cuoco francese Escoffier nell'Ottocento che la realizzò partendo da un fondo bruno, un brodo di carne filtrato, successivamente mescolato a un roux bruno, cioè ad un composto di farina fatta sciogliere nel burro caldo, che funge da addensante.
Sotto l'azione della fiamma vivace, ma non aggressiva, l'amido della farina si decompone in molecole più semplici, le destrine, e gli zuccheri si caramellizzano producendo così il tipico colore scuro.
Esistono anche il roux bianco (di colore bianco) e il roux biondo (di colore dorato) che si differenziano dal roux bruno per il tempo di cottura più breve. Il colore del roux, infatti, dipende da quanto si fa caramellizzare la farina nel burro.